# Gunnar Müller
Gunnar Müller (* 1950 in Magdeburg) ist ein ehemaliger deutscher Diskuswerfer, der 1973 Vizemeister wurde und 1974 die DDR-Meisterschaft gewann. Bei der Europameisterschaft 1974 in Rom erreichte er den Endkampf und belegte Platz 13.
Sein Heimverein war der SC Chemie Halle.